# Mura-suzume

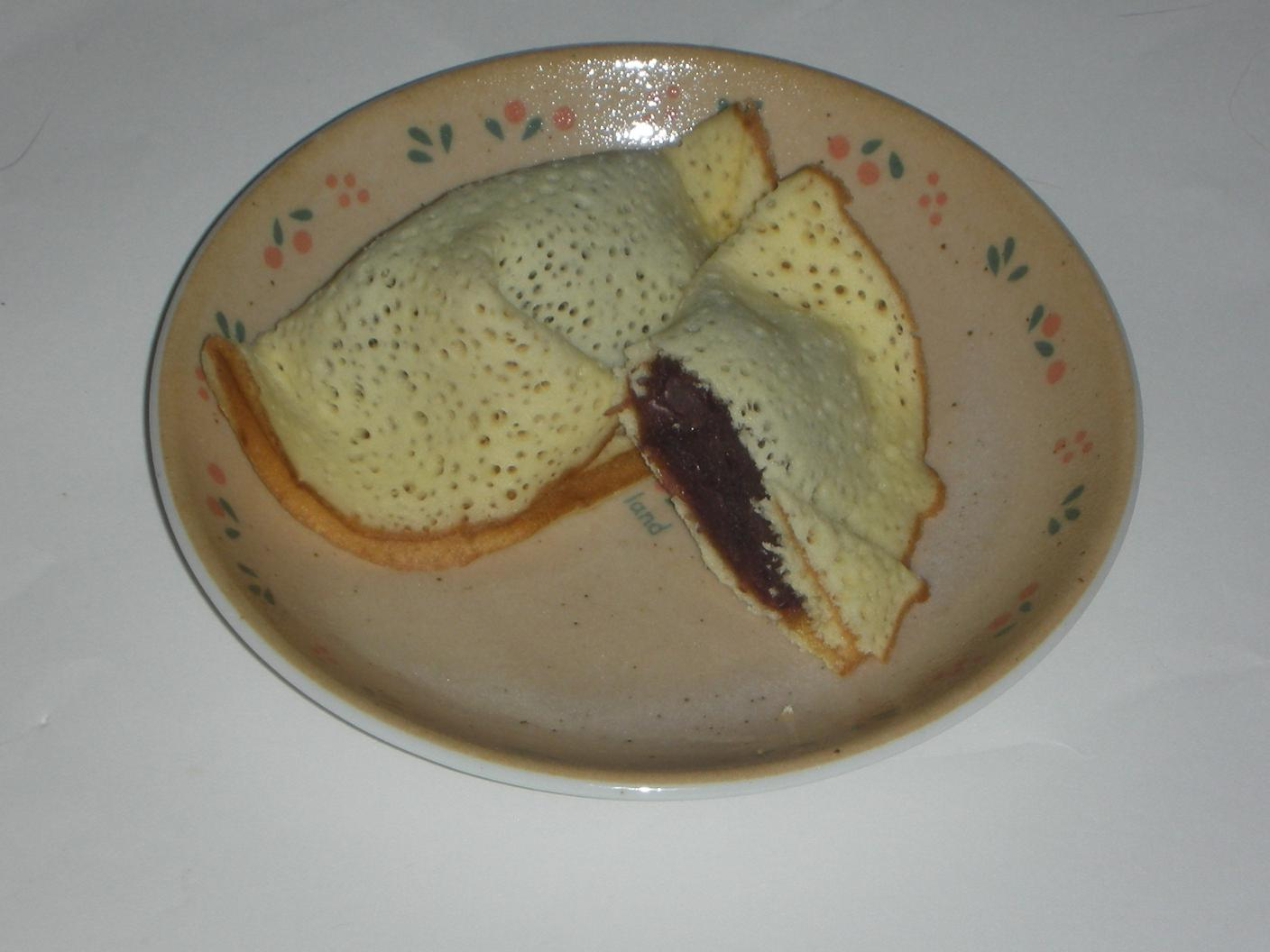
Mura-suzume

Le mura-suzume est une pâtisserie japonaise originaire de la préfecture d'Okayama. Avec le fujito-manjū, elle est l'une des deux pâtisseries phares de la ville de Kurashiki. 

## Aperçu
La pâte à base de farine, d'oeufs et de sucre est cuite fine et sur une seule face. La face cuite est ensuite enduite de pâte de haricots rouges sucrée puis le tout est roulé à la manière d'une crêpe. Le mura-suzume est d'ailleurs surnommé «  crêpe à la japonaise ». 
Les mura-suzume sont vendus dans plusieurs pâtisseries japonais à Okayama et Kurashiki, la plus connue étant la pâtisserie Kikkō-dō (橘香堂, kikkō-dō) de Kurashiki, qui se présente comme le concepteur originel de la crêpe à la japonaise.